# Pierre Bessard
Pour les articles homonymes, voir Bessard.
 (septembre 2016).
Si vous disposez d'ouvrages ou d'articles de référence ou si vous connaissez des sites web de qualité traitant du thème abordé ici, merci de compléter l'article en donnant les références utiles à sa vérifiabilité et en les liant à la section « Notes et références ».
Pierre Bessard, né le 19 février 1969, est un photographe, un réalisateur, un photojournaliste et éditeur français.

## Biographie
Pierre Bessard vit et travaille à Paris et à Pékin. Photographe et réalisateur de films documentaires, il a publié trois livres consacrés à la Chine, où des « images emblématiques d'un grand pays mutant sont confrontées à une aventure et des émotions individuelles ».
Après avoir travaillé à l'Agence France-Presse, il se tourne vers l'agence de presse économique et sociale RÉA. Il a réalisé plus d'une vingtaine de reportages en Corée du Nord[réf. nécessaire].

### Édition d’art photographique
Fondateur de la maison d’édition d’art photographique Éditions Bessard à Paris, il conçoit le livre de photographie comme un objet proche du livre d'artiste et publie l’œuvre d’auteurs majeurs, tout en révélant de jeunes talents (Alice Quaresma, Anna Ehrenstein, Lin Zhipeng) Il fut également le premier éditeur occidental à découvrir le travail artistique de Ren Hang (The Brightest Light Runs Too Fast, 2014).[réf. nécessaire]

## Œuvre

### Livres
- Le point de vue de la solitude, Éditions de Messine
- Behind China's Growth, portraits au polaroïd d'ouvriers en Chine, TimeZone8[2]
- Journal de Chine, 365 days in China, Glénat
- Wuhan Boiler Company Workers[3], Timezone8[2]
- Chattanooga, The Green Factory, Éditions Bessard[4]

### Films
- Corée du Nord : L'envers du décor (Capa/Arte),
- Corée du Nord : Le chantage nucléaire (Capa/Arte)
- Chine : Femmes imams, messagères d'Allah (Madre Films),
- Chine/France : Médecins urgentistes chinois, Paris/Beijing (Groupe Total)

### Collections publiques
Le Musée de l'Élysée, à Lausanne, l'Artothèque municipale de Grenoble et le Musée de la photographie contemporaine de Chicago, détiennent des photos de Pierre Bessard.